# Gaius Valerius Titus
Gaius Valerius Titus (vollständige Namensform Gaius Valerius Quirina Titus) war ein im 2. Jahrhundert n. Chr. lebender Angehöriger der römischen Armee.
Durch zwei Inschriften, die bei Öhringen gefunden wurden und die auf 175/177 datiert werden, ist belegt, dass Titus zu diesem Zeitpunkt Centurio einer (unbekannten) Legion war und dass er zuvor Cornicularius (ex corniculario) gewesen ist. Aus den beiden Inschriften geht darüber hinaus hervor, dass er gleichzeitig Kommandeur (sub cura) von zwei Auxiliareinheiten war, der Cohors I Helvetiorum und des Numerus Brittonum Aurelianensium, die beide in der Provinz Germania superior stationiert waren.
Möglicherweise ist er zuvor auch Kommandeur des Numerus Brittonum Murrensium gewesen. Auf einem Ziegel mit dem Stempel dieser Einheit finden sich die Buchstaben C V, bei denen es sich um seine Initialen handeln könnte.
Durch eine weitere Inschrift, die bei Miltenberg gefunden wurde und die auf 193/211 datiert wird, ist belegt, dass Titus in der Tribus Quirina eingeschrieben war und dass er als cornicularius consularis der Ordonnanzoffizier eines Oberbefehlshabers gewesen ist.